# Двадесетшеста египатска династија
Двадесетшеста египатска династија, такође позната и као Саиска династија, владала је Египтом од 664. до 525. године п. н. е. Саиски период обично се сматра почетком „позног периода“ историје старог Египта. Најуочљивија промена јесте појава демотског писма које представља фазу развоја египатског курзивног писма, хијератског. Период од око 140 година, све до освајања Египта од стране Камбиза, представља стабилну фазу египатске историје. Извори за овај период јесу дела Херодота (друга књига) и Диодора (прва књига), као и материјал из самог Египта (Серапеум у Сакари где се налазе исписани саркофази и стеле и други). За Саиску династију карактеристично је поштовање култа Апис-бика и бога Птаха и бога Мемфиса. 

## Историја
Династију је основао фараон Псаметих I. Своју владавину започео је као асирски владар. Није познато како је Псаметих успео да се избори за независност и од Асираца и од Напатинаца. Асирија није предузела никакву војну акцију против Египта. Односи између две државе били су релативно пријатељски. До 656. године п. н. е. Псаметих је проширио своју власт и на Горњи Египат. Држава је поново била уједињена. Ово је установљено „Нитокридином стелом усвајања“. Важни центри Саиске династије били су Мемфис и Саис. Владари су користили најамничку војску која је за своје услуге од фараона добијала парцелу земље. Фараон Нехо II развио је египатску морнарицу која је деловала и на Средоземном и на Црвеном мору. Овај фараон познат је и по започињању копања канала који би повезивао Нил са Црвеним морем. Завршио га је ахеменидски цар Дарије I. Псаметих је отворио Египат трговцима из Грчке. У то време настаје грчка колонија Наукратис и друге трговачке постаје у северном Египту. 
Јужна граница државе лежала је у Асуану. Против Кушитског краљевства, Египћани су повели један поход (593. године п. н. е.). Египат се наметнуо и као значајан фактор у политичком животу Леванта. Јудеја је била вазална египатска држава. Јак утицај Египат је вршио и на Феникију, а против Вавилоније је водио борбе све до 601. п. н. е. 
Године 570/69. п. н. е. избија грађански рат у Египту. Фараон Априје је убијен. На његово место долази војни командант Амазис. Амазис је био претпоследњи владар Саиске династије. Владао је до 526. године п. н. е. Заједничка опасност од Персије зближила је Египат и Вавилонију. Савезу се прикључује и Лидија. Обе савезнице Египта освојио је персијски владар Кир. Амазиса је на престолу наследио Псаметих III. Наследник Кира, Камбиз, организовао је поход на Египат. Северни део државе предао се без пружања јачег отпора. Многи пређашњи чиновници наставили су да служе персијске господаре. Персијски владари усвојили су формалне египатске титуле. 